# Lekkoatletyka na Letnich Igrzyskach Olimpijskich 1948 – sztafeta 4 × 100 m kobiet
Bieg sztafetowy 4 × 100 metrów kobiet – jedna z konkurencji lekkoatletycznych rozgrywanych podczas igrzysk olimpijskich w Londynie. Zawody odbyły się 7 sierpnia 1948 roku na stadionie Empire Stadium.

## Rekordy
Tabela uwzględnia rekordy uzyskane przed rozpoczęciem rywalizacji.
|                   | Reprezentacja                                                         | Wynik  | Miejsce | Data            |
| ----------------- | --------------------------------------------------------------------- | ------ | ------- | --------------- |
| Rekord świata     | III Rzesza · Emmy Albus, Marie Dollinger, Ilse Dörffeldt, Käthe Krauß | 46,4 s | Berlin  | 8 sierpnia 1936 |
| Rekord olimpijski | III Rzesza · Emmy Albus, Marie Dollinger, Ilse Dörffeldt, Käthe Krauß | 46,4 s | Berlin  | 8 sierpnia 1936 |

## Terminarz
| Data            | Godzina |         |
| --------------- | ------- | ------- |
| 7 sierpnia 1948 | 15:15   | Runda 1 |
| 7 sierpnia 1948 | 16:40   | Finał   |

## Wyniki
Rozegrano trzy biegi eliminacyjne. Z każdego biegu dwie najszybsze sztafety awansowały do finału.

### Runda 1
Bieg 1
| Pozycja | Państwo   | Zawodnicy                                                             | Czas | Uwagi |
| ------- | --------- | --------------------------------------------------------------------- | ---- | ----- |
| 1.      | Kanada    | Diane Foster, Patricia Jones, Nancy Mackay, Viola Myers               | 47,9 | Q     |
| 2.      | Australia | Joyce King, June Maston, Betty McKinnon, Shirley Strickland           | 48,0 | Q     |
| 3.      | Francja   | Rosine Faugouin, Jeanine Moussier, Liliane Sprécher, Jeanine Toulouse | 48,1 |       |
| 4.      | Brazylia  | Benedicta de Oliveira, Melânia Luz, Gertrudes Morg, Lucila Pini       | 49,0 |       |

Bieg 2
| Pozycja | Państwo         | Zawodnicy                                                                  | Czas | Uwagi |
| ------- | --------------- | -------------------------------------------------------------------------- | ---- | ----- |
| 1.      | Wielka Brytania | Maureen Gardner, Dorothy Manley, Muriel Pletts, Margaret Walker            | 48,4 | Q     |
| 2.      | Austria         | Grete Jenny, Maria Oberbreyer, Grete Pavlousek, Elfriede Steurer           | 50,0 | Q     |
| 3.      | Chile           | Marion Huber, Betty Kretschmer, Adriana Millard, Annegret Weller-Schneider | 51,5 |       |
| 4.      | Włochy          | Mirella Avalle, Anna Maria Cantù, Marcella Jeandeau, Liliana Tagliaferri   | DNF  |       |

Bieg 3
| Pozycja | Państwo           | Zawodnicy                                                                                   | Czas | Uwagi |
| ------- | ----------------- | ------------------------------------------------------------------------------------------- | ---- | ----- |
| 1.      | Holandia          | Fanny Blankers-Koen, Xenia Stad-de Jong, Gerda van der Kade-Koudijs, Nettie Witziers-Timmer | 47,6 | Q     |
| 2.      | Dania             | Bente Bergendorff, Grethe Lovsø Nielsen, Birthe Nielsen, Hilde Nissen                       | 48,1 | Q     |
| 3.      | Stany Zjednoczone | Nell Jackson, Theresa Manuel, Audrey Patterson, Mabel Walker                                | 48,5 |       |

### Finał
| Pozycja | Państwo         | Zawodnicy                                                                                   | Czas | Uwagi |
| ------- | --------------- | ------------------------------------------------------------------------------------------- | ---- | ----- |
| złoto   | Holandia        | Fanny Blankers-Koen, Xenia Stad-de Jong, Gerda van der Kade-Koudijs, Nettie Witziers-Timmer | 47,5 |       |
| srebro  | Australia       | Joyce King, June Maston, Betty McKinnon, Shirley Strickland                                 | 47,6 |       |
| brąz    | Kanada          | Diane Foster, Patricia Jones, Nancy Mackay, Viola Myers                                     | 47,8 |       |
| 4.      | Wielka Brytania | Maureen Gardner, Dorothy Manley, Muriel Pletts, Margaret Walker                             | 48,0 |       |
| 5.      | Dania           | Bente Bergendorff, Grethe Lovsø Nielsen, Birthe Nielsen, Hilde Nissen                       | 48,2 |       |
| 6.      | Austria         | Grete Jenny, Maria Oberbreyer, Grete Pavlousek, Elfriede Steurer                            | 49,2 |       |